# Gebesee
Gebesee là một đô thị thuộc huyện Sömmerda, trong Thüringen, nước Đức. Đô thị này có diện tích 24,04 km², dân số thời điểm 31 tháng 12 năm 2006 là 2259 người. Đô thị này tọa lạc ở nơi hợp lưu của các sông Gera và Unstrut, 18 km về phía tây bắc Erfurt.